# Jacob Eduard van Heemskerck van Beest
Jacob Eduard van Heemskerck van Beest (Kampen, 28 februari 1828 - Den Haag, 24 december 1894) was een Nederlands marineofficier en kunstschilder.

## Biografie
Van Heemskerck, lid van de familie Van Heemskerck, was een zoon van luitenant-kolonel en kapitein-ter-zee jhr. Dirk van Heemskerck van Beest (1779-1845) en diens derde echtgenote Lucia Onno Zwiera van Ingen (1796-1870). Hij trouwde in 1852 met Geertruida Berendina de Feyfer (1829-1901) met wie hij zes kinderen kreeg. Hij trad in 1842 in dienst bij de Koninklijke Marine. Hij bracht het daar tot luitenant maar nam in 1853 ontslag uit de militaire dienst. Hij wijdde zich vanaf toen geheel aan de kunst. Hij was een leerling van Dirk van Lokhorst. Van Heemskerck schilderde vooral zeegezichten en landschappen. Hij werd de leraar van onder anderen zijn dochter, Jacoba van Heemskerck (1876-1923).

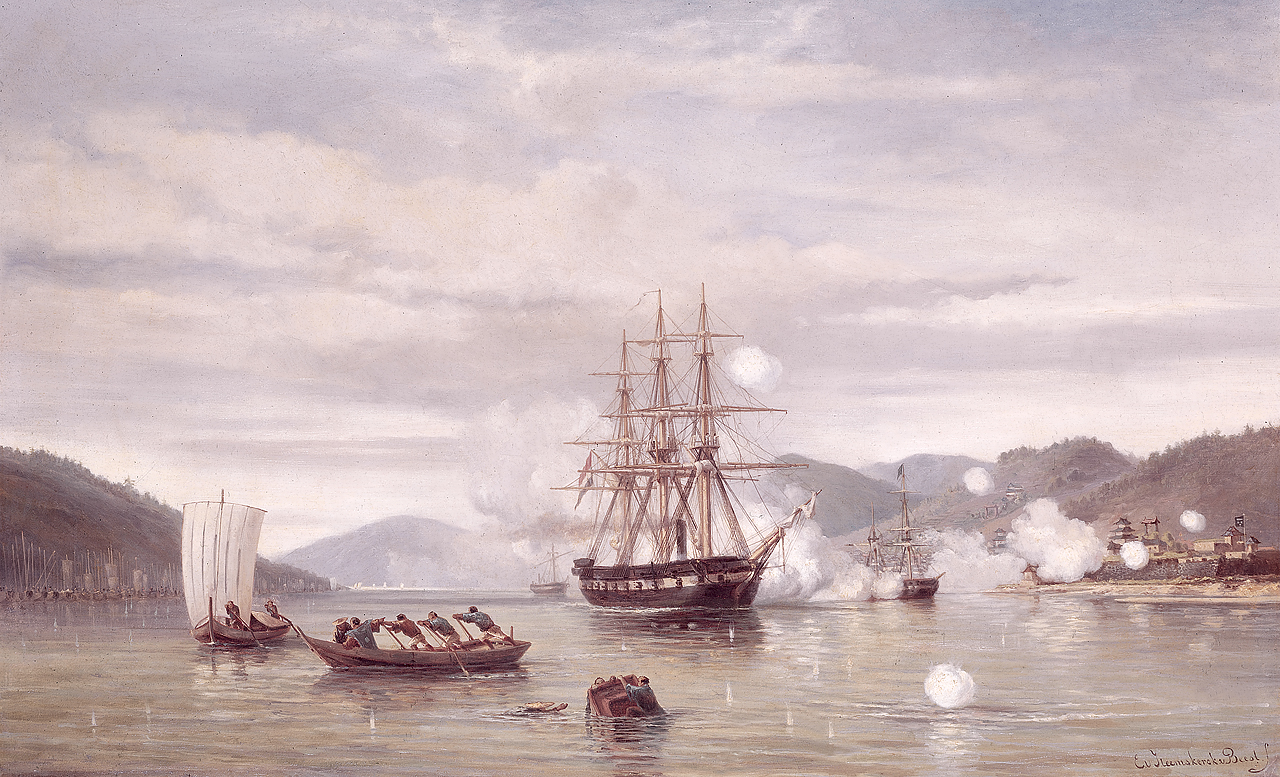
ZM Stoomschip 'Medusa' forceert de doorgang door de Straat van Simonoseki tussen Kioe-Sjioe en Hondo (Japan)
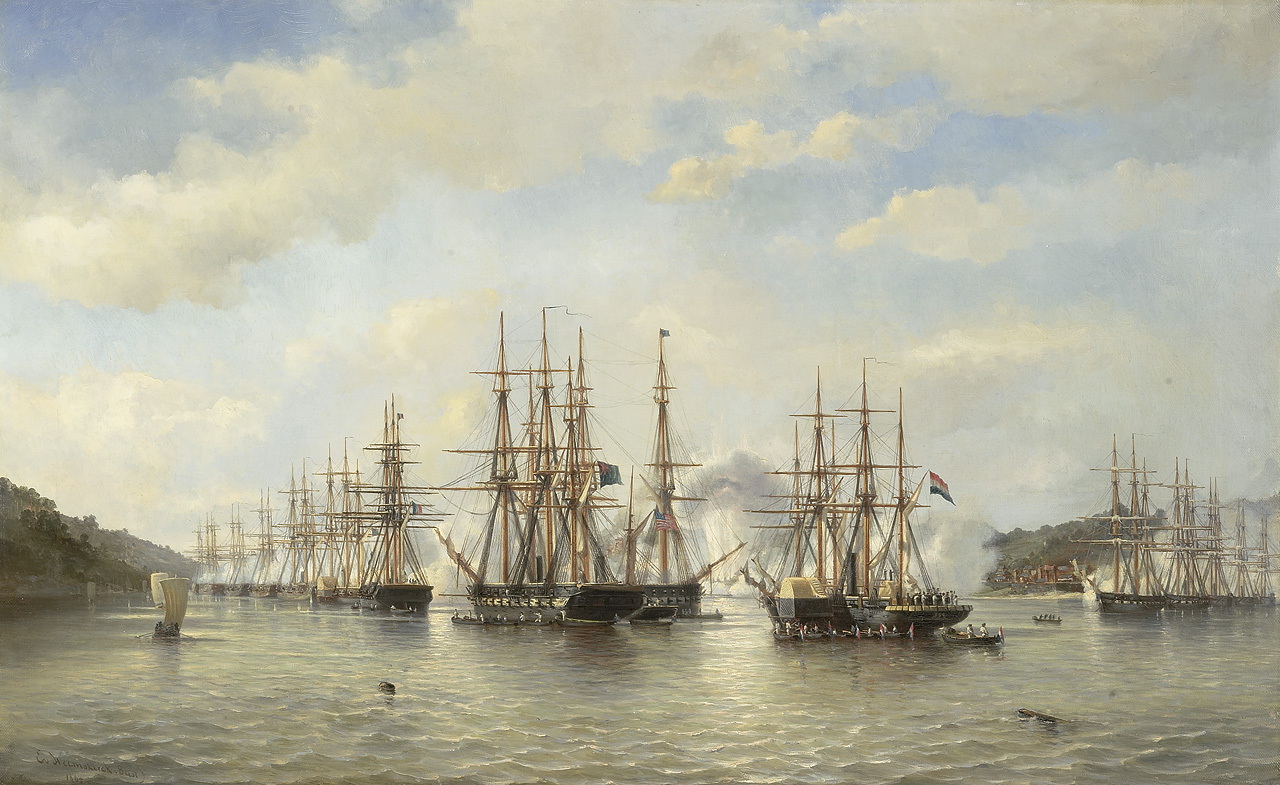
Expeditie in de Japanse wateren in 1864
"Gezigt op de Waterkant en reede van Paramaribo", met Gerard Voorduin, 1860-1862
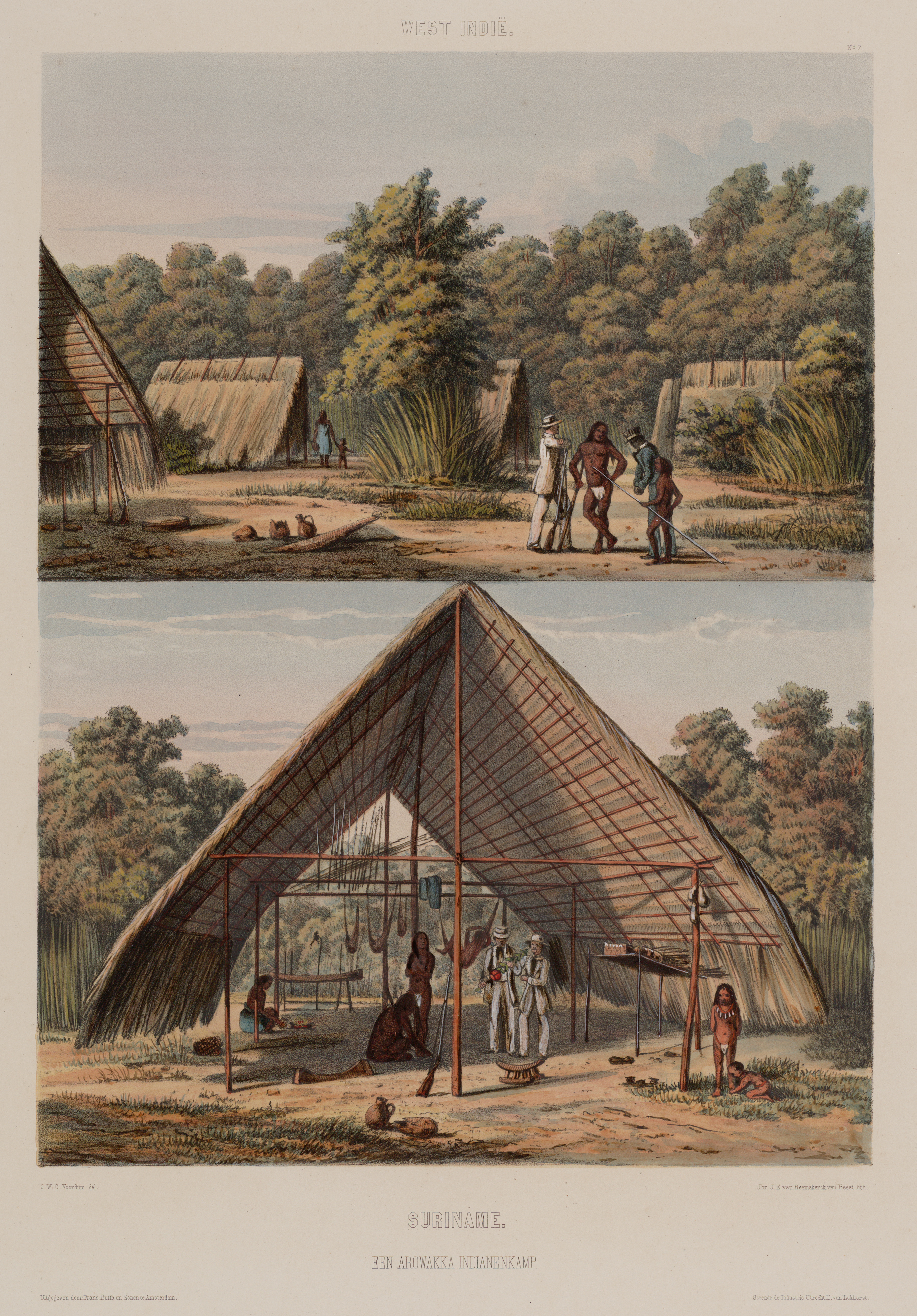
"Een Arowakka Indianenkamp", met Gerard Voorduin, 1860-1862
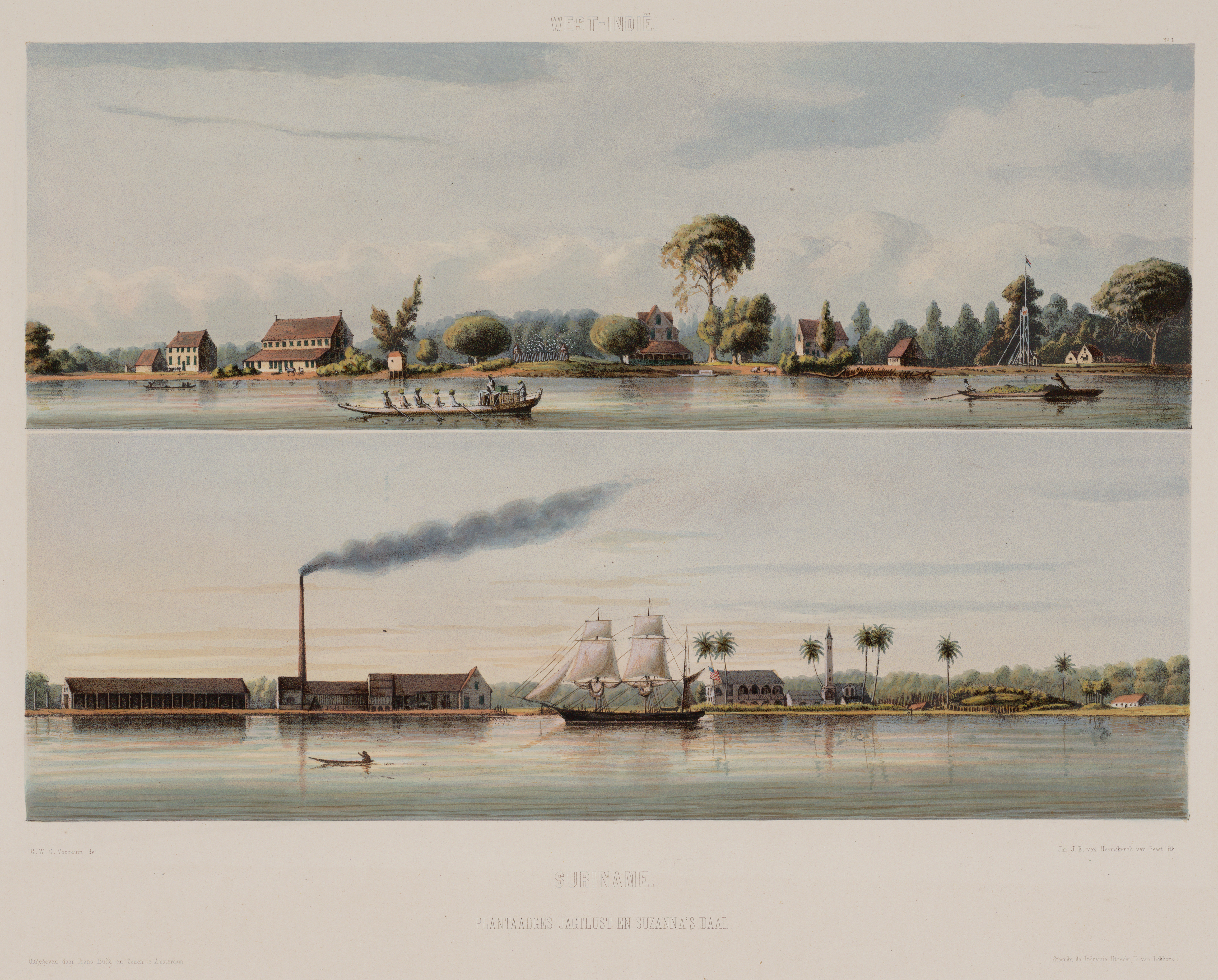
"Gezigten op plantaadjen aan de rivier de Suriname. Plantaadges Jagtlust en Suzanna's Daal", met Gerard Voorduin, 1860-1862
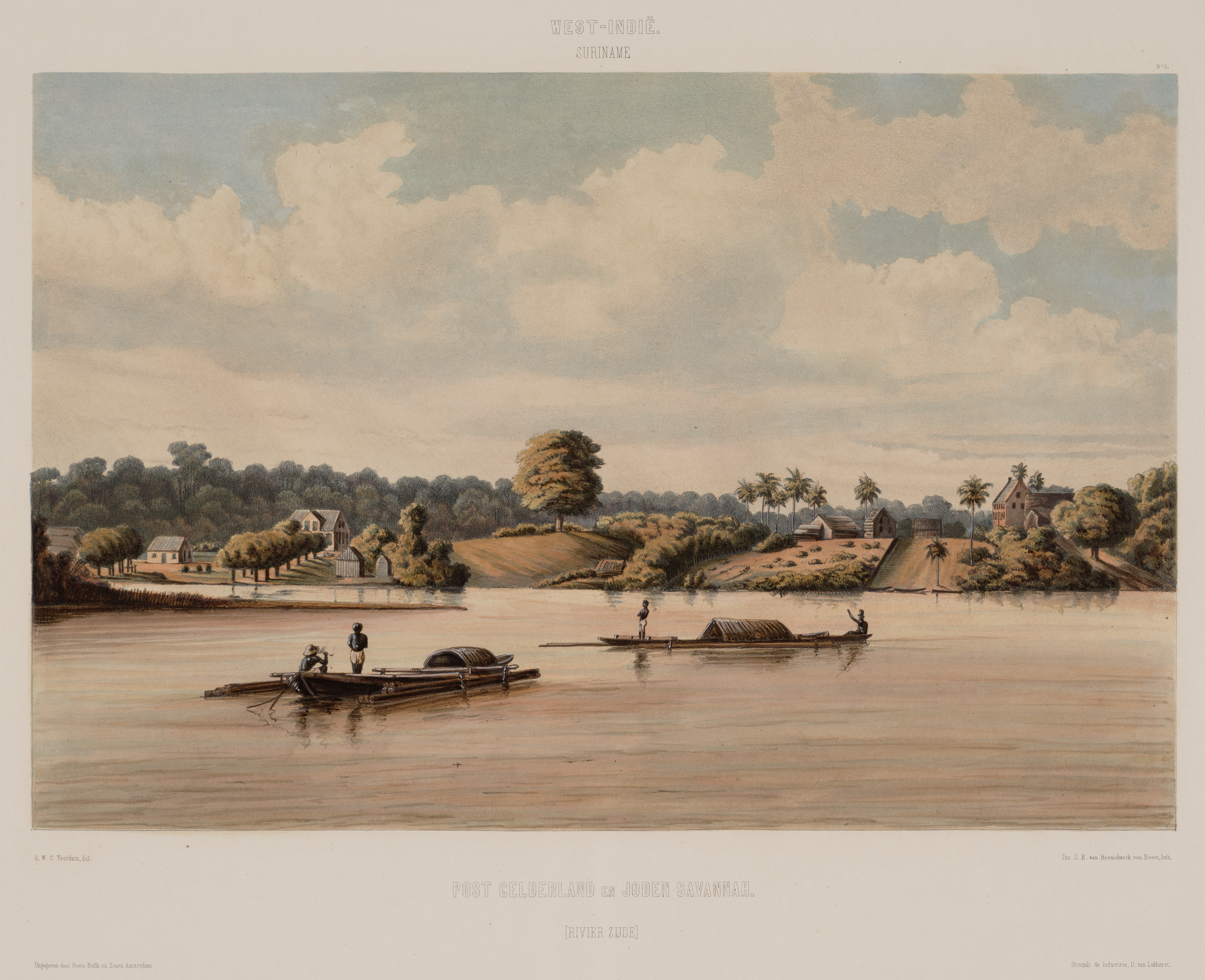
"Post Gelderland en Joden Savannah", Suriname, met Gerard Voorduin, 1860-1862